# Университет Кларка Атланты
Университет Кларка Атланты (англ. Clark Atlanta University, сокр. CAU или Clark Atlanta) — частный американский методистский исследовательский университет в Атланте, штат Джорджия; исторически чёрное высшее учебное заведение.
Первый исторически чёрный вуз на юге Соединенных Штатов Университет Атланты (основан в 1865 году), объединившись с Колледжем Кларка (основан в 1869 году), образовал тем самым в 1988 году Университет Кларка Атланты.

## История
Ещё в годы Гражданской войны в США в Атланте два грамотных афроамериканских бывших раба — Джеймс Тейт и Грандисон Дэниэлс, основали в 1862 году первую школу для афроамериканских детей в старом церковном здании Friendship Baptist Church, построенном в 1848 году. В сентябре 1865 года школа стала Университетом Атланты. Когда белый миссионер преподобный Фредерик Эйер вместе со своей женой прибыл в ноябре 1865 года в Атланту под эгидой Американской миссионерской ассоциации, она приобрела товарный вагон — он и служил двум целям: как новое учебное пространство для Университета Атланты и место для встреч прихожан церкви Friendship Church. Тейт и Дэниелс с готовностью передали свои полномочия преподобному Эйеру, который был лучше подготовлен для руководства образовательной деятельностью.
Юридически Университет Атланты был зарегистрирован 19 сентября 1865 года. Первым его президентом два года спустя стал Эдмунд Уэр из Американской миссионерской ассоциации. Это учебное заведение — старейшее в США, где обучаются преимущественно афроамериканцы. В 1869 году в Атланте Методистской епископальной церковью был основан Университет Кларка (назван в честь епископа Дэвиса Кларка). Официально зарегистрирован он был в 1877 году, а в 1940 году стал Колледжем Кларка.
По состоянию на 1912 год в Университете Атланты работали также собственные колледж и обычная школа, в каждом из них было подготовительное отделение. В 1929 году в Университете Атланты было создано подразделение Atlanta University Affiliation, куда вошли два новых колледжа и аспирантура. Перед Второй мировой войной в состав Atlanta University Affiliation вошли и другие колледжи для чернокожих в Атланте. В 1988 году произошло объединение Университета Атланты с Колледжем Кларка и 1 июля новое высшее учебное заведение стало называться Университетом Кларка Атланты.

## Деятельность
Университет Кларка Атланты предлагает степени бакалавра и магистра в следующих школах:
- School of Arts & Science
- School of Business
- School of Education
- School of Social Work

Главный университетский кампус Университета Кларка в Атланте имеет 37 зданий (включая художественный музей) и находится в 2,5 километрах к юго-западу от центра Атланты.
В университете имеются жилые помещения:
- Pfeiffer Hall
- Holmes Hall
- Merner Hall
- Beckwith Hall
- Heritage Commons
- CAU Suites East/West
- Residential Apartments

В университете имеются студенческие братства: Alpha Phi Alpha, Alpha Kappa Alpha, Kappa Alpha Psi, Omega Psi Phi, Delta Sigma Theta, Phi Beta Sigma, Zeta Phi Beta, Sigma Gamma Rho и Iota Phi Theta.
В числе многих известных учащихся университета: окружной судья Кларенс Купер, музыкант Гамильтон Боханнон, певица N'Dea Davenport, диджей и продюсер DJ Drama, первый чернокожий выпускник Вест-пойнта Генри Флиппер, профессиональный рестлер New Jack и другие.